# Macares
Macares (en griego: ο Μαχάρης: ο Μαχάρης; significa en persa: guerrero), (muerto 65 a. C.) fue un príncipe de Ponto, hijo del rey Mitrídates VI y de la reina Laodice. Fue hecho gobernante del Reino del Bósforo por su padre, después de que Mitrídates, por segunda vez, redujera ese país, tras una corta guerra con el romano L. Murena, en 80 a. C.
En 73 a. C., Mitrídates, después de su derrota por los romanos en Cícico, pidió socorros a Macares, de los que éste estaba bien provisto por entonces; pero dos años después, los repetidos desastres de la tercera guerra mitridática de Mitrídates fueron excesivos para la fidelidad de Macares, y envió una embajada al general romano Lúculo con un presente de una corona de oro, pidiendo ser admitido en términos de alianza con Roma. Esto fue fácilmente concedido por Lúculo, y como prueba de su sinceridad, Macares proporcionó el general romano suministros y asistencia en el asedio de Sinope. Pero cuando Mitrídates, después de su derrota por Pompeyo, adoptó la atrevida resolución de marchar con su ejército al Bósforo,  y renovar el combate desde allí, Macares se sintió alarmado por las consecuencias de su deserción, y huyó  a la ciudad de Quersoneso, donde poco después, desconfiando del perdón, se suicidó. Dion Casio, por contrario, cuenta que Mitrídates le engañó con promesas de seguridad, y luego le dio muerte.